# المشاركة العربية في الألعاب الأولمبية الصيفية 2008
شاركت جميع الدول العربية الـ22 رسمياً في الألعاب الأولمبية الصيفية لسنة 2008. وقد كانت النتائج العربية متواضعة فيها إلى حد كبير، حيث حصدت الدول العربية ثمان ميداليات فقط، موزعة كذهبية لتونس، وثلاث فضيات للجزائر والمغرب والسودان، وأربع برونزيات لمصر والجزائر والمغرب. وتوجت البحرين بذهبية ثم سُحبت منها بسبب المنشطات.

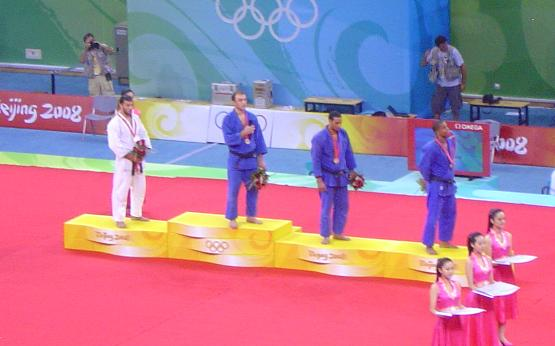
هشام مصباح وعمار بن خليف، أول منصة في الألعاب الأولمبية في رياضة الجودو تجمع بين اثنين من العرب

## أصحاب الميداليات
| الميدالية | الاسم                | الرياضة     | المُسابقة                | التاريخ  | ملاحظات |
| --------- | -------------------- | ----------- | ----------------------- | -------- | --- |
| ذهبية     | رشيد رمزي            | ألعاب القوى | سباق 1500 متر           | 19 أغسطس | استُبعد بسبب المُنشّطات                                                                                          |
| ذهبية     | أسامة الملولي        | السباحة     | سباق 1500 متر سباحة حرة | 17 أغسطس | |
| فضية      | إسماعيل أحمد إسماعيل | ألعاب القوى | سباق 800 متر            | 23 أغسطس | |
| فضية      | جواد غريب            | ألعاب القوى | الماراثون               | 24 أغسطس | |
| فضية      | عمار بن خليف         | الجودو      | وزن تحت 90 كلغ          | 13 أغسطس | |
| برونزية   | هشام مصباح           | الجودو      | وزن تحت 90 كلغ          | 13 أغسطس | |
| برونزية   | صورايا حداد          | الجودو      | وزن تحت 52 كلغ          | 10 أغسطس | |
| برونزية   | حسنة بنحسي           | ألعاب القوى | سباق 800 متر            | 18 أغسطس | |
| برونزية   | عبير عبد الرحمن      | رفع الأثقال | وزن 69 كلغ              | 13 أغسطس | كانت قد احتلت المركز الخامس، ولكن بعد ثبوت تعاطى صاحبتي المركز الأول والثالث للمنشطات صعدت عبير للمركز الثالث |

## مراكز الدول العربية
| الترتيب | منتخب   | ذهبية | فضية | برونزية | المجموع |
| ------- | ------- | ----- | ---- | ------- | ------- |
| 53      | تونس    | 1     | 0    | 0       | 1       |
| 68      | المغرب  | 0     | 1    | 1       | 2       |
| 68      | الجزائر | 0     | 1    | 1       | 2       |
| 72      | السودان | 0     | 1    | 0       | 1       |
| 81      | مصر     | 0     | 0    | 2       | 2       |
| المجموع | المجموع | 1     | 3    | 4       | 8       |

## المشاركون
كان عدد الرياضيين العرب المشاركين في الألعاب الأولمبية لسنة 2008 كالاَتي:
- مصر (103)
- الجزائر (62)
- المغرب (57)
- تونس (32)
- قطر (22)
- السعودية (16)
- البحرين (15)
- السودان (9)
- الإمارات العربية المتحدة (8)
- سوريا (8)
- الأردن (7)
- ليبيا (7)
- الكويت (6)
- اليمن (5)
- لبنان (5)
- سلطنة عمان (5)
- فلسطين (4)
- العراق (4)
- جزر القمر (3)
- الصومال (2)
- موريتانيا (2)
- جيبوتي (2)